# Aloha-Klasse
Die Aloha-Klasse ist eine aus vorerst zwei Einheiten bestehende Containerschiffsklasse der US-amerikanischen Reederei Matson.

## Geschichte
Zwei Schiffe des Typs CV3600 wurden am 6. November 2013 von Matson Navigation Company bestellt und zwischen 2015 und 2019 auf der Werft Philly Shipyard in Philadelphia, Pennsylvania, gebaut. Die Baukosten beliefen sich auf 418 Mio. US-Dollar. Der Schiffsentwurf stammte vom Schiffsarchitekturbüro Warnow Design in Rostock. Da die Reederei Matson im Rahmen eines Flottenerneuerungsprogramms auch Ersatz für Con-Ro-Frachtschiffe benötigte, wurde der Schiffstyp auch mit einer Con-Ro-Option entworfen. Die Reederei entschied sich jedoch für einen anderen Entwurf, der als Kanaloa-Klasse gebaut wurde.
Der Bau der ersten beiden Einheiten der Aloha-Klasse begann mit dem ersten Stahlschnitt am 1. Oktober 2015. Die Schiffe wurden Ende Oktober 2018 und Ende März 2019 abgeliefert. Sie verkehren unter US-amerikanischer Flagge mit Heimathafen Honolulu zwischen der US-amerikanischen Pazifikküste und Hawaii und Guam und ersetzten ältere Containerschiffe der Reederei.
Von dem Schiffstyp wurden noch zwei weitere Einheiten von der US-amerikanischen Reederei Totem Ocean Trailer Express bestellt. Die Schiffe wurden jedoch nicht gebaut und die Bestellung im Februar 2022 annulliert. 2022 bestellte die Matson Navigation Company drei weitere Einheiten des Typs, die ebenfalls auf der Werft Philly Shipyard gebaut werden. Die Schiffe sollen 2026 und 2027 abgeliefert werden und ältere im Liniendienst zwischen Long Beach und der Volksrepublik China eingesetzte Einheiten der Reederei Matson ersetzen, die ihrerseits ältere Schiffe im Liniendienst der Reederei nach Alaska ersetzen sollen.

## Beschreibung
Die in den 2010er-Jahren gebauten Schiffe werden von einem langsamlaufenden Siebenzylinder-Dieselmotor des Typs MAN 7S90ME mit 38.000 kW Leistung angetrieben. Der Motor wirkt auf einen Propeller. Der Antriebsmotor wurde Anfang der 2020er-Jahre auf Dual-Fuel-Betrieb umgerüstet, um auch mit Flüssiggas betrieben werden zu können. Die in den 2020er-Jahren gebauten Schiffe werden bereits beim Bau mit einem Dual-Fuel-Motor ausgerüstet.
Für die Stromerzeugung stehen vier von Dual-Fuel-Dieselmotoren angetriebene Generatoren zur Verfügung. Als Motoren wurden zwei Hyundai-Dual-Fuel-Dieselmotoren des Typs 9H27DF und zwei Hyundai-Dual-Fuel-Dieselmotoren des Typs 6H27DF verbaut. Weiterhin wurde ein von einem Cummins-Dieselmotor des Typs QSK19 mit 350 kW Leistung angetriebener Notgenerator verbaut. Die Schiffe sind mit einem elektrisch mit 1.500 kW Leistung angetriebenen Bugstrahlruder ausgestattet.
Die Schiffe verfügen vor dem Deckshaus, das sich in etwa am Beginn des hinteren Drittels der Schiffslänge befindet, über vier mit Pontonlukendeckeln verschlossene Laderäume. In den Laderäumen können 20 20-Fuß-Container hintereinander, bis zu 12 Container nebeneinander und bis zu 7 Lagen übereinander geladen werden. An Deck können vor dem Deckshaus 22 20-Fuß-Container hintereinander, bis zu 14 Container nebeneinander und bis zu 6 Lagen übereinander geladen werden. Hinter dem Deckshaus befinden sich an Deck weitere Stellplätze für Container. Hier können nochmal 8 20-Fuß-Container hintereinander, bis zu 14 Container nebeneinander und bis zu 8 Lagen übereinander geladen werden. An Deck sind für die unteren Lagen Cellguides installiert. Auf der Back befindet sich ein Wellenbrecher als Schutz vor überkommendem Wasser.
Die Schiffe können neben 20- und 40-Fuß-Containern auch 45- und 53-Fuß-Container befördern. Die Containerkapazität beträgt 3620 TEU. An Deck stehen 2332 Stellplätze und in den Laderäumen 1288 Stellplätze für 20-Fuß-Container zur Verfügung. Bei homogener Beladung mit 9 t schweren 20-Fuß-Containern beträgt die Containerkapazität rund 3200 TEU. Für Kühlcontainer sind 408 Anschlüsse vorhanden.
Die Reichweite der Schiffe ist mit rund 13.500 Seemeilen angegeben.

## Schiffe
| Aloha-Klasse     | Aloha-Klasse | Aloha-Klasse | Aloha-Klasse                | Aloha-Klasse                                        | Aloha-Klasse               |
| Bauname          | Bau- nummer  | IMO- Nummer  | Reederei                    | Kiellegung Stapellauf Ablieferung                   | Umbenennungen und Verbleib |
| ---------------- | ------------ | ------------ | --------------------------- | --------------------------------------------------- | -------------------------- |
| Daniel K. Inouye | 29           | 9719056      | Matson                      | 24. November 2015 23. Februar 2018 31. Oktober 2018 |                            |
| Kaimana Hila     | 30           | 9719068      | Matson                      | 18. November 2015 13. November 2018 28. März 2019   |                            |
|                  | 31           | 9844617      | Totem Ocean Trailer Express |                                                     | Bestellung annulliert      |
|                  | 32           | 9844629      | Totem Ocean Trailer Express |                                                     | Bestellung annulliert      |
|                  | 40           | 1015040      | Matson                      |                                                     |                            |
|                  | 41           | 1015052      | Matson                      |                                                     |                            |
|                  | 42           | 1015064      | Matson                      |                                                     |                            |

Die unter der Flagge der Vereinigten Staaten fahrenden Schiffe galten bei der Indienststellung als die bis dahin größten auf einer US-amerikanischen Werft gebauten Containerschiffe. Die Schiffe sind nach dem US-Senator Daniel Inouye bzw. dem Vulkankegel Diamond Head auf der hawaiischen Insel Oʻahu benannt.